# Andrew W. Mellon Foundation
La Andrew W. Mellon Foundation, con sede a New York, negli Stati Uniti, è una fondazione privata. È istituita sui lasciti di Andrew W. Mellon della famiglia Mellon di Pittsburgh, Pennsylvania. È il risultato della fusione del 1969 fra la Avalon Foundation e la Old Dominion Foundation. Queste fondazioni erano state erette separatamente da Paul Mellon e Ailsa Mellon-Bruce, i figli di Andrew W. Mellon. È ospitata negli uffici precedentemente della Bollingen Foundation di New York City, un'altra istituzione filantropica di by Paul Mellon. L'attuale presidente è Earl Lewis, e fra i suoi predecessori si annoverano Don Randel, William G. Bowen, John Edward Sawyer e Nathan Pusey.
Nel 2004, la Fondazione fu premiata con la National Medal of Arts.

## Principali aree di interesse
- Educazione superiore in particolare le discipline umanistiche, le biblioteche, la comunicazione accademica e la tecnologia dell'informazione.
- Musei e restauro
- Arti performative
- Preservazione e ambiente